# Le Monde diplomatique

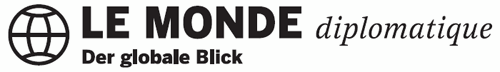
Logo

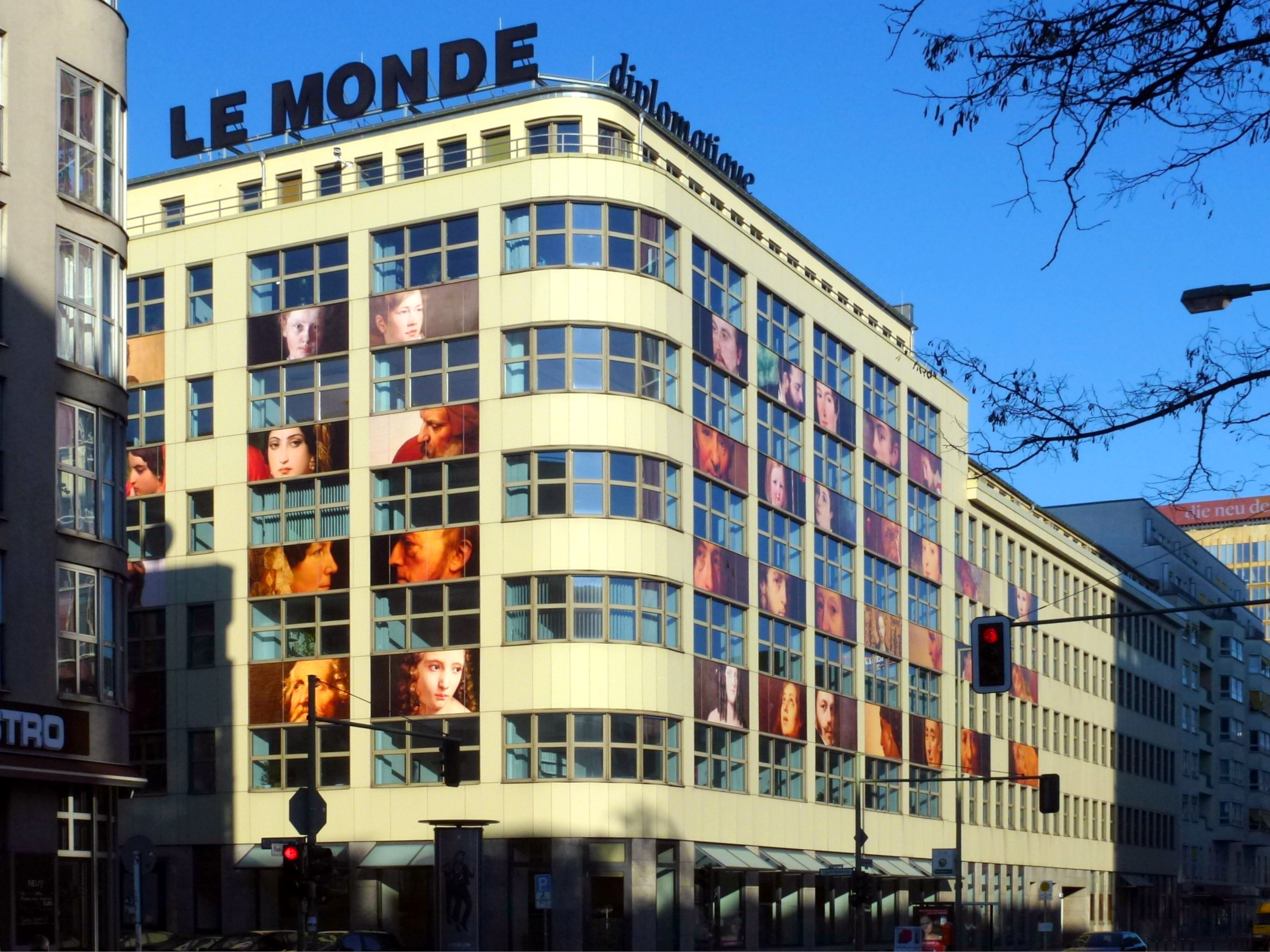
Kantoor van Le Monde diplomatique in Berlijn-Kreuzberg

De maandelijkse publicatie Le Monde diplomatique (bijgenaamd "Le Diplo" door zijn Franse lezers) biedt goed gedocumenteerde analyse en opinie op het gebied van politiek, cultuur en huidige ontwikkelingen. De krant heeft een kritische kijk op de effecten van het neoliberalisme op de aarde en de wereldbevolking, met een duidelijk links gezichtspunt. In Frankrijk verschijnt het als krant. 
De Franse editie heeft een oplage van ongeveer 300.000; samen met de edities in tien andere talen komt het totaal op 1 miljoen lezers. De lezers van Le Diplo bezitten via L'association des Amis du Monde diplomatique 49% (en een"minorité de blocage") van het bedrijf; de overige 51% is in handen van het Franse dagblad Le Monde.
Een editorial geschreven in 1997 door Ignacio Ramonet, de toenmalige hoofdredacteur, heeft geleid tot het ontstaan van ATTAC, een organisatie die aanvankelijk opgericht werd ter invoering van de Tobintaks, maar die sindsdien haar actieterrein verruimd heeft. De huidige hoofdredacteur van Le Monde diplomatique is Serge Halimi.

## Edities in andere talen
Behalve in Frankrijk, waar Le Monde diplomatique in het Frans verschijnt, worden er van Le Monde diplomatique (in 2018) ook 29 internationale edities gemaakt in 18 verschillende talen : 25 gedrukte en 4 online versies (in het Esperanto, het Hongaars, het Japans en het Perzisch).